# Emesis
Emesis är ett släkte av fjärilar. Emesis ingår i familjen Riodinidae.

## Bildgalleri

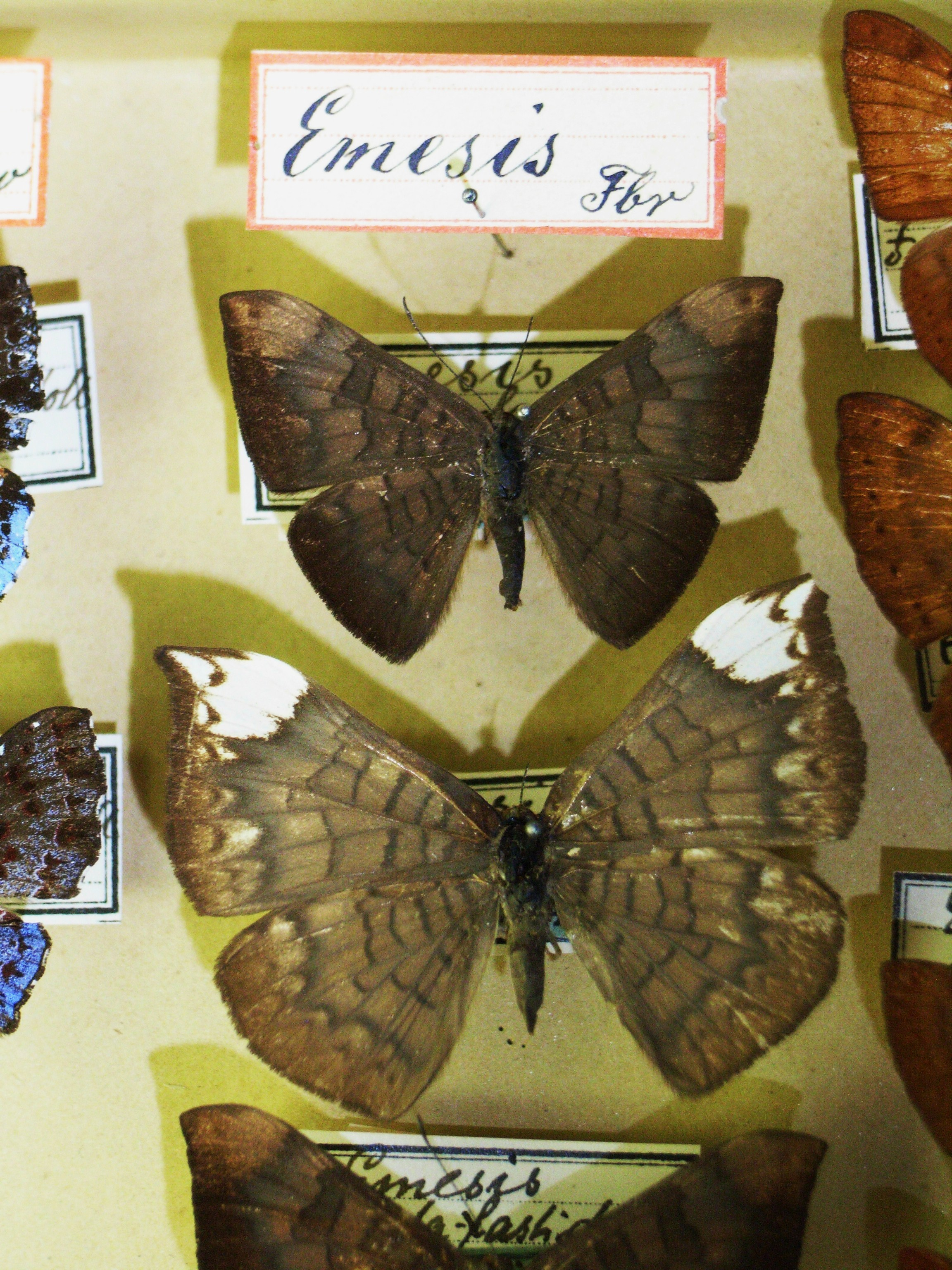

## Dottertaxa tillEmesis, i alfabetisk ordning[1]
- Emesis adelpha
- Emesis aethalia
- Emesis albida
- Emesis angulariformis
- Emesis angularis
- Emesis ares
- Emesis argyrodines
- Emesis arminius
- Emesis arnacis
- Emesis aurelia
- Emesis aureola
- Emesis aurimna
- Emesis borealis
- Emesis brimo
- Emesis caeneus
- Emesis capnodis
- Emesis castigata
- Emesis cereus
- Emesis cilix
- Emesis cleis
- Emesis condigna
- Emesis conformata
- Emesis cratida
- Emesis cronina
- Emesis cypria
- Emesis diogenia
- Emesis dyndima
- Emesis elegia
- Emesis emesia
- Emesis emesine
- Emesis eurydice
- Emesis fasciata
- Emesis fastidiosa
- Emesis fatima
- Emesis fatimella
- Emesis fulmen
- Emesis furor
- Emesis glaucescens
- Emesis godartii
- Emesis guppyi
- Emesis heterochroa
- Emesis heteroclita
- Emesis irina
- Emesis iris
- Emesis lacrines
- Emesis lassus
- Emesis liodes
- Emesis lucinda
- Emesis lupina
- Emesis lycortas
- Emesis maeonis
- Emesis mandana
- Emesis melancholica
- Emesis muticum
- Emesis neemias
- Emesis nilus
- Emesis nobilata
- Emesis nomaea
- Emesis ocypore
- Emesis olivae
- Emesis opaca
- Emesis ops
- Emesis orichalceus
- Emesis ovidius
- Emesis paphia
- Emesis peruviana
- Emesis poeas
- Emesis polymenus
- Emesis progne
- Emesis pseudomandana
- Emesis pyritis
- Emesis rabatta
- Emesis ravidula
- Emesis rawsoni
- Emesis russula
- Emesis samius
- Emesis satema
- Emesis saturata
- Emesis sinuata
- Emesis spreta
- Emesis tegula
- Emesis temesa
- Emesis tenedia
- Emesis toltec
- Emesis tristis
- Emesis velutina
- Emesis vicaria
- Emesis vimena
- Emesis wrighti
- Emesis vulpina
- Emesis yucatanensis
- Emesis zela
- Emesis zelotes